# Twiste (Diemel)

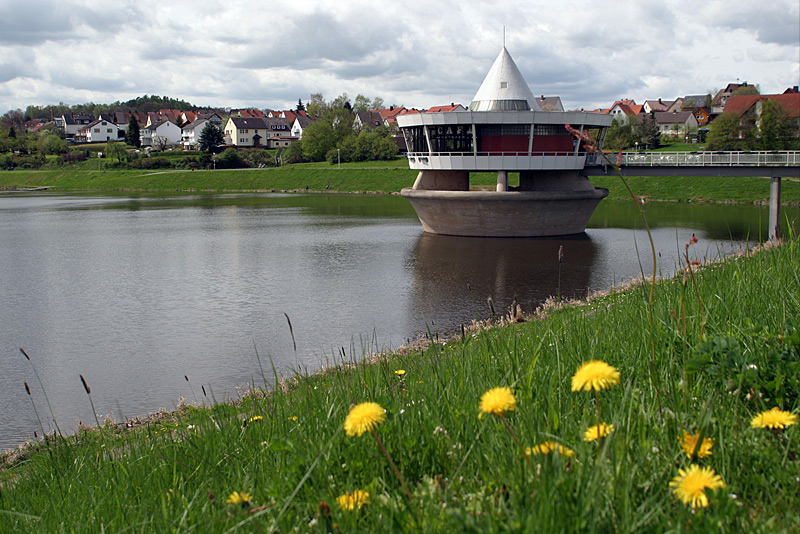
Twistesee mit Wetterburg, Staudamm
und Einlaufbauwerk (inkl. Restaurant)

Die Twiste ist mit etwa 40,8 km Länge der wichtigste sowie ein südwestlicher und rechter Zufluss der Diemel in Hessen und Nordrhein-Westfalen (Deutschland).

## Name
Das Gewässer wurde erstmals im Jahr 1310 als prope Twistam urkundlich erwähnt. Der Name ist altsächsischer Herkunft und hatte ursprünglich die Bedeutung „die Entzweiende, Auseinandergehende“ und bezog sich wohl auf die Wasserscheide, an der die Twiste entspringt.

## Verlauf
Die Twiste entspringt im nordwestlichen Nordhessen im Landkreis Waldeck-Frankenberg in den nordöstlichen Ausläufern des Rothaargebirges. Ihre Quelle befindet sich auf rund 485 m ü. NHN südöstlich des Flachskamps (571,6 m), nordöstlich des Hombergs (531 m) und westsüdwestlich des Leusmannskopfs (501 m), drei bewaldete Berge nordwestlich von Korbach.
Korbach nördlich passierend fließt die Twiste nach Nordosten über die Waldecker Tafel durch Berndorf zu ihrem engen, bei der Ortschaft Twiste beginnenden Durchbruchstal am Langen Wald, um darin bei Braunsen in den Twistesee zu münden und diesen zu durchfließen. Unterhalb der Talsperre, dessen Staudamm direkt östlich von Wetterburg steht, fließt sie durch die Flussniederung bei den Ansiedlungen Pohlmannshammer und Meerbrücke und nimmt bei der Letzteren die Aar auf. Ab Külte biegt ihre Richtung nach Osten ab  und führt hinter der Einmündung der Watter nach Volkmarsen, um danach die Wande und kurz darauf die Erpe aufzunehmen und nach Norden abzuknicken. Nach dem Queren der Landesgrenze zu Nordrhein-Westfalen (Kreis Höxter) fließt sie durch Welda, wo das Wasserkraftwerk Welda steht. Anschließend verläuft der Fluss durch einen engen Talabschnitt, in dem er die Bundesautobahn 44 (Talbrücke Twiste; 637 m lang) unterquert.
Nach anschließendem Passieren von Wormeln mündet die Twiste am südlichen Ortsrand von Warburg an der Twistemühle auf 159 m Höhe in den Weser-Nebenfluss Diemel.

## Wasserscheide
Das Quellgebiet der Twiste liegt auf der Diemel-Eder/Fulda/Weser-Wasserscheide, das heißt, dass sich die Twiste, die in nördliche Richtung fließt, über die Diemel in die Weser entwässert, während der Kuhbach, der auf der südwestlichen Seite des Flachskamps entspringt, einen südlichen Umweg über die Itter, Eder – mit Edersee – und Fulda zur Weser macht; gleiches gilt für die Werbe, die auf der Waldecker Tafel östlich von Korbach entspringt und später in den Edersee mündet, um auch über die Eder und Fulda in die Weser zu fließen.

## Ausflugsmöglichkeiten
Bekannte Ausflugsziele an oder unweit der Twiste sind die Twistetalsperre und Bad Arolsen.

## Einzugsgebiet und Zuflüsse

### Einzugsgebiet
Das Einzugsgebiet der Twiste ist 446,731 km² groß. Es erstreckt sich von den Ostausläufern des Ostsauerländer Gebirgsrands bis in die Warburger Börde.

### Zuflüsse: Tabellarische Übersicht
Zu den Zuflüssen Zuflüssen der Twiste gehören flussabwärts betrachtet (Daten – wenn nicht anders genannt – laut im Tabellenkopf genannten Einzelnachweisen):
| Name                                                                                         | Seite  | Länge (km) | Quell-          | Mündungs-       | Mündungs- ort (Lage)  | Mü-Stat. (km) | EZG (km²) | GKZ      |
| Name                                                                                         | Seite  | Länge (km) | höhe (m ü. NHN) | höhe (m ü. NHN) | Mündungs- ort (Lage)  | Mü-Stat. (km) | EZG (km²) | GKZ      |
| -------------------------------------------------------------------------------------------- | ------ | ---------- | --------------- | --------------- | --------------------- | ------------- | --------- | -------- |
| Bach vom Kudenkopf                                                                           | links  | 04,4       | 439             | 284             | Berndorf (i)          | 35,00         |           | 444-114  |
| Wollbeutel                                                                                   | rechts | 04,1       | 364             | 275             | Berndorf (u)          | 34,20         | 08,70     | 444-12   |
| Limeke                                                                                       | links  | 02,0       | 303             | 268             | Berndorf (u)          | 33,40         |           | 444-132  |
| Mühlhäuser Bach                                                                              | links  | 05,3       | 395             | 258             | Mühlhäuser Hammer (u) | 31,35         | 012,320   | 444-14   |
| Bröbeckebach (Bröbecke)                                                                      | links  | 04,1       | 340             | 255             | Mühlhäuser Hammer (b) | 30,95         | 010,150   | 444-16   |
| Bach vom Rothenberg                                                                          | rechts | 04,1       | 331             | 249             | Twiste (i)            | 29,25         |           | 444-1742 |
| Bach am Hermannsberg                                                                         | links  | 03,2       | 320             | 245             | Twiste (i)            | 29,00         | 04,470    | 444-18   |
| Bach am Holzhäuser Berg                                                                      | rechts | 03,0       | 315             | 238             | Berggrund (g)         | 27,60         |           | 444-192  |
| Wilde                                                                                        | rechts | 09,6       | 390             | 229             | Berggrund (u)         | 25,60         | 038,490   | 444-29   |
| Kappelgraben                                                                                 | links  | 02,0       | 279             | 228             | Kappelmühle (n)       | 25,45         |           | 444-3122 |
| Aar                                                                                          | links  | 013,9      | 369             | 192             | Wetterburg (u)        | 16,25         | 037,430   | 444-4    |
| Watter                                                                                       | rechts | 021,8      | 435             | 182             | Külte (u)             | 13,05         | 041,250   | 444-6    |
| Wande                                                                                        | links  | 012,4      | 310             | 176             | Volkmarsen (u)        | 09,40         | 070,180   | 444-72   |
| Erpe                                                                                         | rechts | 026,0      | 390             | 176             | Volkmarsen (u)        | 09,30         | 153,65    | 444-8    |
| Hörler Bach (Welda)                                                                          | links  | 07,5       | 269             | 166             | Welda (i)             | 05,00         | 010,964   | 444-92   |
| Abkürzungen (Lage): i = im, u = unterhalb vom, b = beim, g = gegenüber, n = nahe Mündungsort |        |            |                 |                 |                       |               |           |          |

### Zuflüsse ab 10 km Länge
Linke Zuflüsse sind in dunklem, rechte in hellem Blau flussabwärts aufgeführt.

## Ortschaften
Zu den Ortschaften an der Twiste gehören (flussabwärts betrachtet):
| - Berndorf - Twiste - Braunsen | - Wetterburg - Külte - Volkmarsen | - Welda - Wormeln - Warburg |

## Pegelstationen
An der Twiste steht eine Pegelstation auf der westfälischen Seite bei Welda. Der Pegelstand und andere relevanten Kenndaten können online abgerufen werden.

## Güteklassifizierung
Die Twiste wurde in einem Bericht des NRW-Landesumweltamts im Jahre 2001 in die Gewässergüteklasse II-III eingestuft. Verschiedene Strecken weisen einige strukturelle Schäden auf, dies liegt daran, dass der Fluss mehrmals aufgestaut wird und große Wassermengen abgeleitet werden. Die linienhafte Durchgängigkeit für Gewässerorganismen ist aufgrund der Stauhaltungen nicht gegeben, wie die EG-Wasserrahmenrichtlinie fordert.